# Meggitt
Meggitt plc er en britisk fremstillingsvirksomhed, der producerer komponenter og sub-systemer til luftfart, forsvar og energi.
I 1964 blev Meggitt (en Dorset-baseret lysdesignvirksomhed) opkøbt af Willson Lathes og navnet blev ændret til Meggitt Holdings.
Virksomheden producerer en måldrone, Meggitt Banshee.